# Ivana Đerisilo
Ivana Đerisilo; serbs. Ивана Ђерисило (ur. 8 sierpnia 1983 roku w Belgradzie) – serbska siatkarka występująca na pozycji atakującej. Wraz z reprezentacją zdobyła brązowy medal na Mistrzostwach Świata w 2006 roku w Japonii. Od stycznia 2017 roku występuje w tureckiej drużynie Sarıyer Belediyesi.

## Życie prywatne
Była żoną Borisa Stankovića, serbskiego szczypiornisty. Po rozwodzie spotykała się z Miloradem Čaviciem serbskim pływakiem. Od 2012 jest związana z Ognjenem Kajganićem serbskim piłkarzem ręcznym.

## Sukcesy klubowe
Puchar Serbii i Czarnogóry:
- 2002

Mistrzostwo Serbii i Czarnogóry:
- 2002, 2003, 2004

Mistrzostwo Turcji:
- 2007

Puchar Szwajcarii:
- 2008

Mistrzostwo Szwajcarii:
- 2008

Puchar Rumunii:
- 2009

Mistrzostwo Rumunii:
- 2009, 2015

Puchar Challenge:
- 2010

Mistrzostwo Polski:
- 2016

## Sukcesy reprezentacyjne
Mistrzostwa Świata:
- 2006

Mistrzostwa Europy:
- 2007

Letnia Uniwersjada:
- 2009

## Nagrody indywidualne
- 2010: Najlepsza punktująca turnieju finałowego Pucharu Challenge[3].